# Соединённые Штаты Африки

Соединённые Шта́ты А́фрики — объединение на базе африканских государств, создание которого было предложено президентом Ганы Кваме Нкрумой и позже поддержано лидером Ливии Муаммаром Каддафи. Авторство словосочетания принадлежит Маркусу Гарви, который сам себя именовал «временно исполняющим обязанности Президента Африки».
Идея создания единого африканского государства принадлежит первому президенту Ганы Кваме Нкрума. Позже к этой идее возвратился Муаммар Каддафи, призывая к объединению Африки на саммитах в Ломе (Того) в 2000 году , Конакри (Гвинея) в июне 2007  и Аддис-Абебе (Эфиопия) в феврале 2009 .
Образование Соединённых Штатов Африки поддерживается некоторыми другими африканскими политиками, например, экс-президентом Сенегала Абдулаем Вадом. Созданию такого государства противостоит другой блок во главе с ЮАР.
Соединённые Штаты Африки, если они будут созданы (и будут включать в себя все государства Африки), займут 3-е место в мире по населению (~ 1,1 млрд человек), первое — по территории, а также первое по количеству штатов. Население этого государства будет говорить примерно на 2000 языках.